# Vorsitzender des Europäischen Rates
Der Vorsitzende des Europäischen Rates leitete ab Inkrafttreten des Vertrags von Maastricht am 1. November 1993 bis zum Inkrafttreten des Vertrags von Lissabon am 1. Dezember 2009 die Sitzungen der im Europäischen Rat zusammenkommenden Staats- und Regierungschefs der EU-Mitgliedstaaten. Nach dem Rotationsprinzip wechselte das Amt unter diesen im halbjährlichen Turnus. In den Pressemedien hieß es entsprechend, das Land, dem der jeweilige Ratsvorsitzende als Regierungschef diente, übe nun die Ratspräsidentschaft aus.
Wesentliche Aufgabe des Vorsitzenden des Europäischen Rates war die aktive Herbeiführung von Kompromissen unter seinen Kollegen durch eigene Vorschläge, die er nicht selten in „Beichtstuhlgesprächen“ mit erst noch zu überzeugenden Kollegen sondierte. Die halbjährliche Rotation des Amtes ließ eine Kontinuität in der Ausübung dieser Funktion nicht zu und nährte regelmäßig Spekulationen darüber, welche Agenda das für die kommende Ratspräsidentschaft vorgesehene Land jeweils verfolgen würde. Dabei wurden auf die Ratspräsidentschaften großer Mitgliedstaaten oft mehr Hoffnungen für wegweisende Kompromisse und Integrationsfortschritte gesetzt als auf die kleinerer Mitgliedstaaten, die in den EU-Organen insgesamt über weniger Einfluss verfügten.
Mit der Umsetzung des Vertrags von Lissabon wurde dieser halbjährlich rotierende Vorsitz abgelöst durch die neu geschaffene Funktion des von den Regierungschefs der EU-Mitgliedstaaten auf zweieinhalb Jahre gewählten Präsidenten des Europäischen Rates, der die Möglichkeit erhält, sich ganz auf seine Koordinations- und Vermittlungsfunktion zwischen den Mitgliedstaaten zu konzentrieren, da er zeitgleich auf nationaler Ebene kein Amt ausüben darf.

## Vorsitzende
| Vorsitzender          | Von          | Bis          | Land                   |
| --------------------- | ------------ | ------------ | ---------------------- |
| Jean-Luc Dehaene      | 1. Nov. 1993 | 31. Dez 1993 | Belgien                |
| Andreas Papandreou    | 1. Jan 1994  | 30. Jun 1994 | Griechenland           |
| Helmut Kohl           | 1. Jul 1994  | 31. Dez 1994 | Deutschland            |
| François Mitterrand   | 1. Jan 1995  | 17. Mai 1995 | Frankreich             |
| Jacques Chirac        | 17. Mai 1995 | 30. Jun 1995 | Frankreich             |
| Felipe González       | 1. Jul 1995  | 31. Dez 1995 | Spanien                |
| Lamberto Dini         | 1. Jan 1996  | 18. Mai 1996 | Italien                |
| Romano Prodi          | 18. Mai 1996 | 30. Jun 1996 | Italien                |
| John Bruton           | 1. Jul 1996  | 31. Dez 1996 | Irland                 |
| Wim Kok               | 1. Jan 1997  | 30. Jun 1997 | Niederlande            |
| Jean-Claude Juncker   | 1. Jul 1997  | 31. Dez 1997 | Luxemburg              |
| Tony Blair            | 1. Jan 1998  | 30. Jun 1998 | Vereinigtes Königreich |
| Viktor Klima          | 1. Jul 1998  | 31. Dez 1998 | Österreich             |
| Gerhard Schröder      | 1. Jan 1999  | 30. Jun 1999 | Deutschland            |
| Paavo Lipponen        | 1. Jul 1999  | 31. Dez 1999 | Finnland               |
| António Guterres      | 1. Jan 2000  | 30. Jun 2000 | Portugal               |
| Jacques Chirac        | 1. Jul 2000  | 31. Dez 2000 | Frankreich             |
| Göran Persson         | 1. Jan 2001  | 30. Jun 2001 | Schweden               |
| Guy Verhofstadt       | 1. Jul 2001  | 31. Dez 2001 | Belgien                |
| José María Aznar      | 1. Jan 2002  | 30. Jun 2002 | Spanien                |
| Anders Fogh Rasmussen | 1. Jul 2002  | 31. Dez 2002 | Dänemark               |
| Konstantinos Simitis  | 1. Jan 2003  | 30. Jun 2003 | Griechenland           |
| Silvio Berlusconi     | 1. Jul 2003  | 31. Dez 2003 | Italien                |
| Bertie Ahern          | 1. Jan 2004  | 30. Jun 2004 | Irland                 |
| Jan Peter Balkenende  | 1. Jul 2004  | 31. Dez 2004 | Niederlande            |
| Jean-Claude Juncker   | 1. Jan 2005  | 30. Jun 2005 | Luxemburg              |
| Tony Blair            | 1. Jul 2005  | 31. Dez 2005 | Vereinigtes Königreich |
| Wolfgang Schüssel     | 1. Jan 2006  | 30. Jun 2006 | Österreich             |
| Matti Vanhanen        | 1. Jul 2006  | 31. Dez 2006 | Finnland               |
| Angela Merkel         | 1. Jan 2007  | 30. Jun 2007 | Deutschland            |
| José Sócrates         | 1. Jul 2007  | 31. Dez 2007 | Portugal               |
| Janez Janša           | 1. Jan 2008  | 30. Jun 2008 | Slowenien              |
| Nicolas Sarkozy       | 1. Jul 2008  | 31. Dez 2008 | Frankreich             |
| Mirek Topolánek       | 1. Jan 2009  | 8. Mai 2009  | Tschechien             |
| Jan Fischer           | 9. Mai 2009  | 30. Jun 2009 | Tschechien             |
| Fredrik Reinfeldt     | 1. Jul 2009  | 30. Nov 2009 | Schweden               |